# Georg (Heraldik)
Der Heilige Georg ist in der Heraldik eine gemeine Figur und damit eine Wappenfigur.
Ursprünglich wurde die Bezeichnung Georgskreuz für einfache griechische Kreuze jeder Tingierung verwendet, die bis an die Kanten des Feldes reichen. Thomas Fuller bezeichnete 1647 das Georgskreuz als Mutter aller anderen, womit er alle anderen heraldischen Kreuze jeder Art gemeint hat.
Während der Weiterentwicklung der Heraldik im 15. Jahrhundert wurden Wappen und Flaggen auch mit historischen Persönlichkeiten aus der vorheraldrischen Zeit und Heiligen mit ihren Attributen versehen. Weit verbreitet in der abendländischen Kunst wurde St. Georg ein rotes Kreuz auf weißem Feld zugeschrieben, das Georgskreuz. Vermutlich kam es erstmals in Genua vor, weshalb damit die Flagge Genuas besetzt und im 12. Jahrhundert St. Georg Schutzheiliger der Stadt wurde. In den genuesischen Annalen des Jahres 1198 heißt es „vexillum beati Georgii“, was sich auf eine rote Flagge mit St. Georg und dem Drachen bezieht. Eine Beschreibung ist in den Annalen des Jahres 1227 zu finden. Neben dieser Georgsflagge, der wichtigsten Kriegsflagge der Stadt, wurde seit Anfang des 13. Jahrhunderts die Flagge Genuas mit dem roten Kreuz verwendet und als insignia cruxata comunis Janue (dt.: Kreuzflagge der Gemeinde Genua) bezeichnet.
Im Jahre 1348 wählte Edward III. von England St. Georg zum Schutzheiligen seines Hosenbandordens und verwendete ein rot-weißes Kreuz im Liek seiner Royal Standard.
St. Georg ist unter anderem in folgenden Wappen dargestellt:

Bad Aibling
Bad Staffelstein
Bamberg
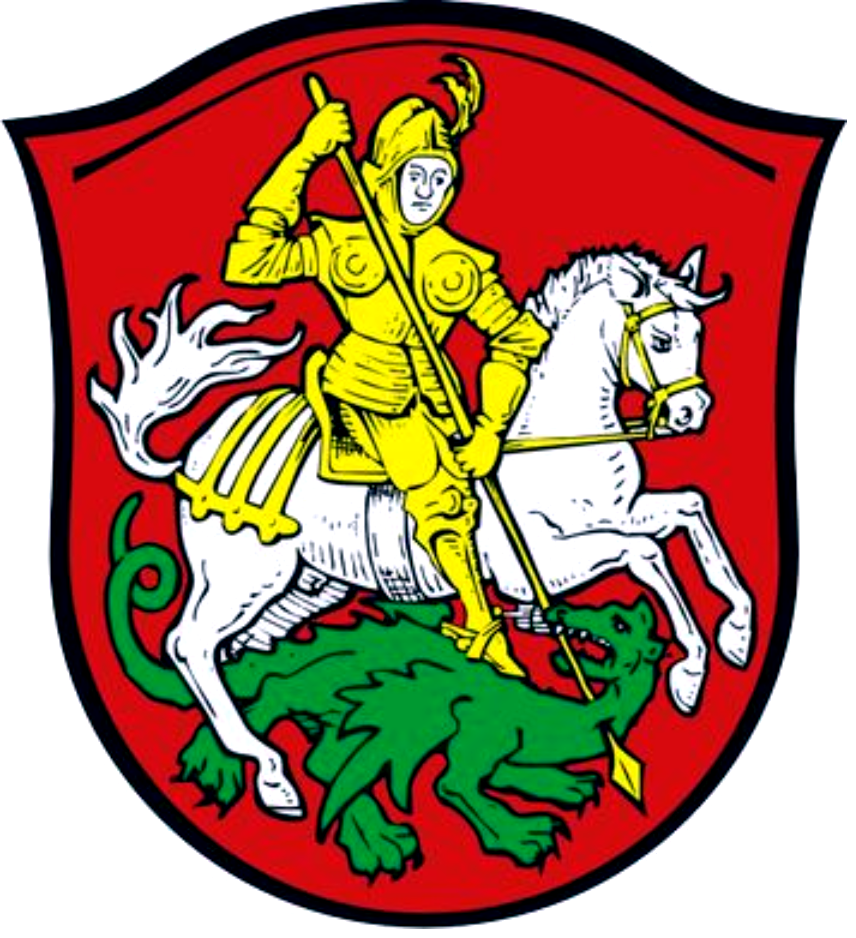
Bensheim
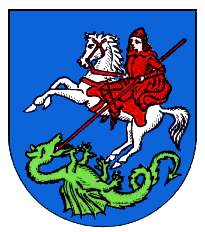
Bettmaringen
Birkenfeld (Unterfranken)
Brzeg Dolny
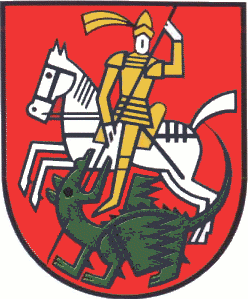
Bürgel
Castiel
Dießen am Ammersee
Dzierżoniów
Eisenach
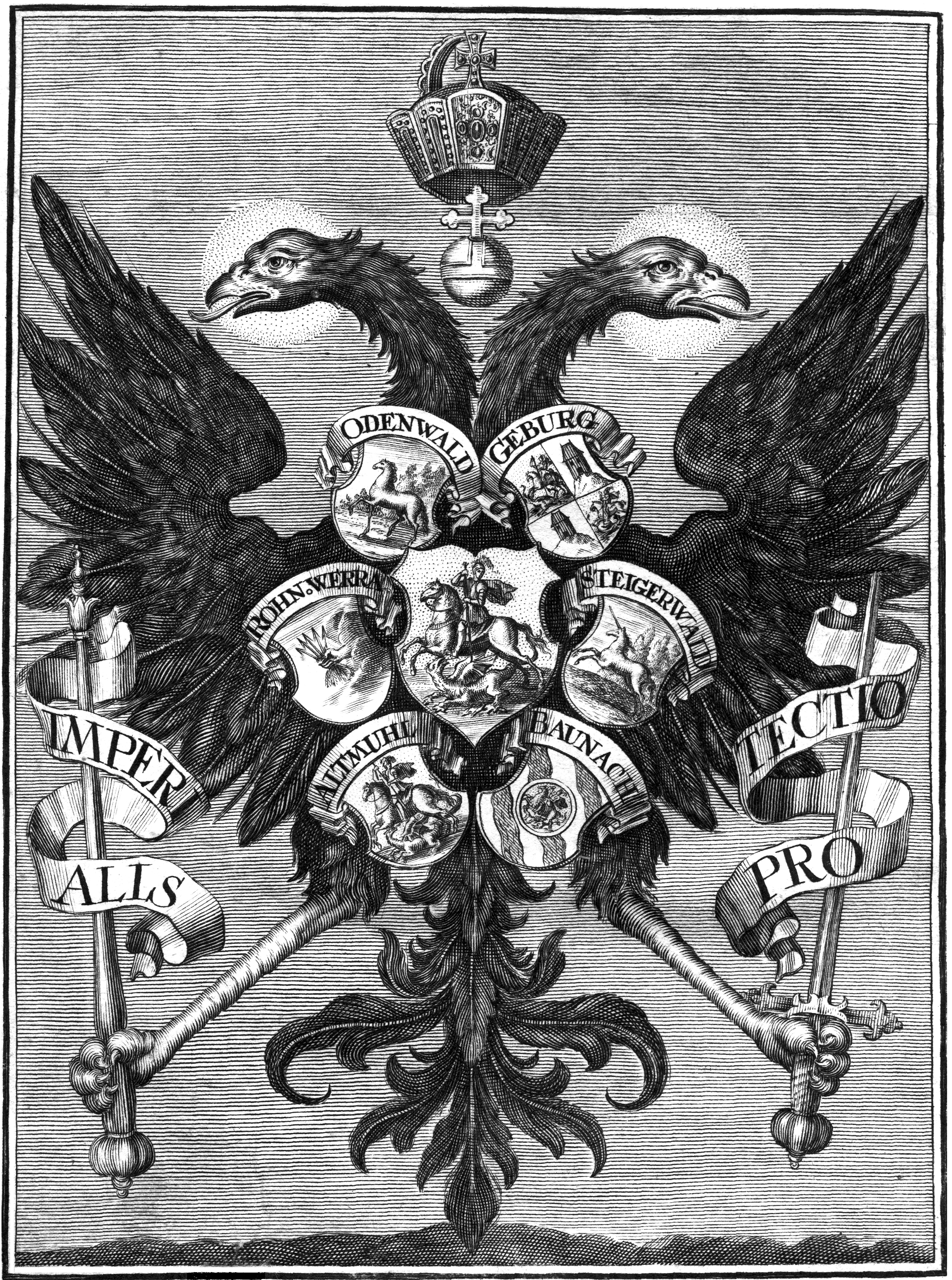
Wappen des Fränkischen Ritterkreises auf der Brust des Reichsadlers und der sechs Ritterkantone
Georgien
Gößnitz
Haldern
Heide (St. Jürgen)
Hemau
Hohenwart
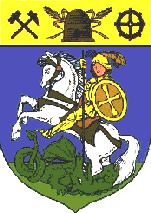
Horní Jiřetín (Obergeorgswalde)
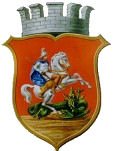
Jiříkov (Tschechien) (Georgswalde)
Kaltbrunn (Schweiz)
Mansfeld
Marijampolė
Mengeringhausen
Milicz
Moskau (siehe auch: Oblast Moskau)
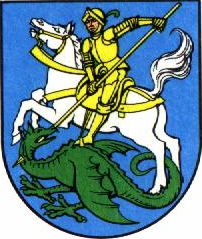
Nebra
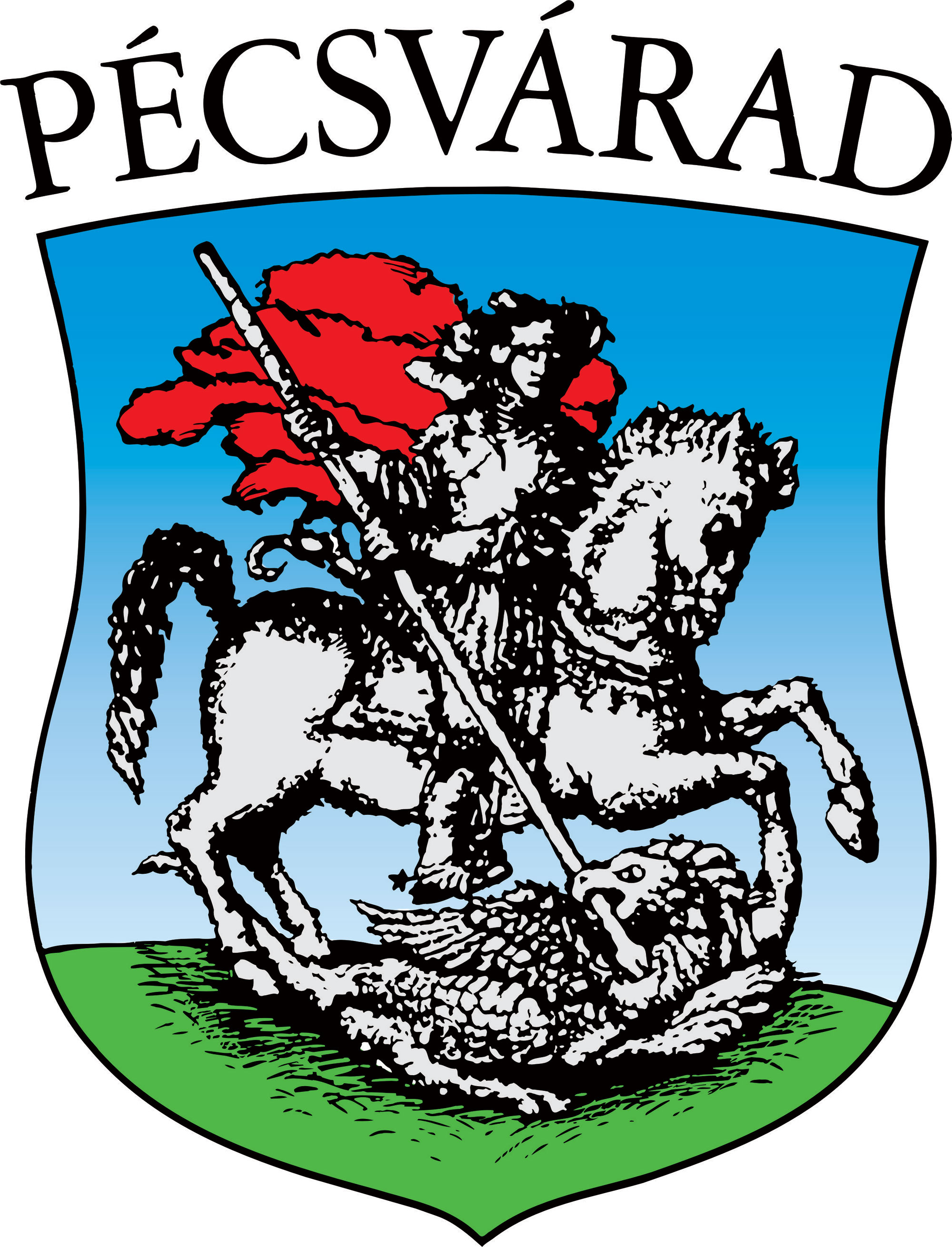
Pécsvárad
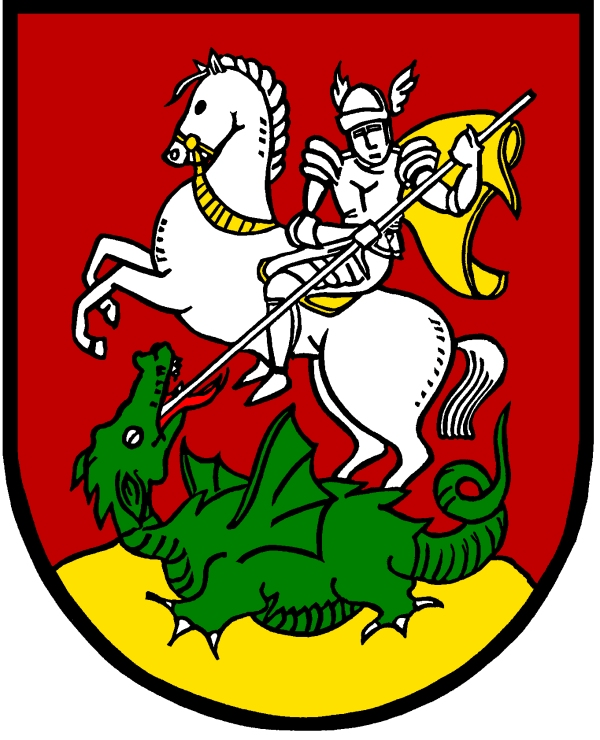
Pitten
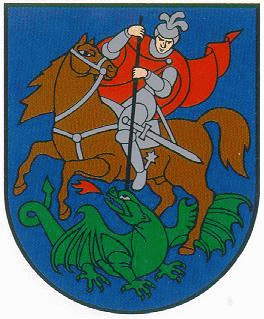
Prienai
Rhodt unter Rietburg
Röttingen
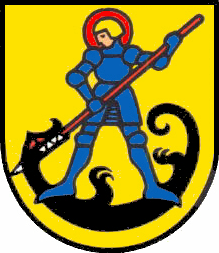
Rümlingen
Ruschein
Russland mit Georg im Brustschild
Saint-George (Kanton Waadt)
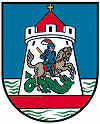
St. Georgen im Attergau
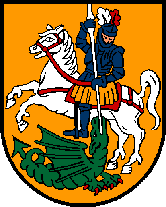
St. Georgen an der Gusen
Sankt Georgen am Kreischberg
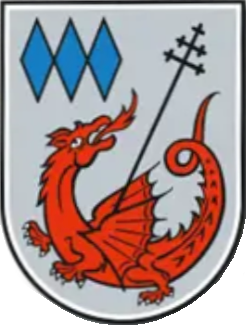
St. Georgen bei Obernberg am Inn
Šenčur (Slowenien) (Sankt Georgen)
Šentjur (Slowenien) (Sankt Georgen bei Cilli)
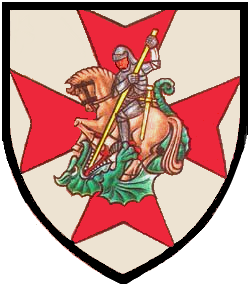
St. Georgen, Stadtteil von Freiburg im Breisgau
St. Georgen im Schwarzwald
Svätý Jur (Slowakei) (Sankt Georgen)
Sveti Jurij ob Ščavnici (Sankt Georgen an der Stainz)
Schlans
Schwarzenberg/Erzgeb.
Sospel (Département Alpes-Maritimes)
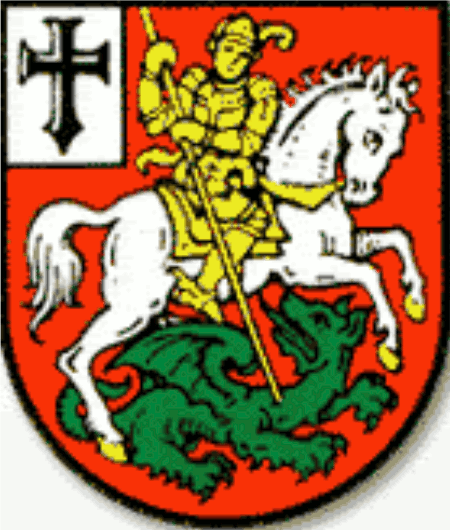
Sottrum
Waltensburg/Vuorz
Weilheim, Landkreis Tuttlingen